# Lijst van voetbalinterlands Griekenland - Nederland (vrouwen)
Deze lijst van voetbalinterlands is een overzicht van alle voetbalwedstrijden tussen de nationale vrouwenteams van Griekenland en Nederland. Griekenland en Nederland hebben zes keer tegen elkaar gespeeld. De eerste wedstrijd was op 8 maart 1992 in Komotini. 

## Wedstrijden
| № | Plaats       | Datum            | Competitie           | Wedstrijd               | Uitslag |
| - | ------------ | ---------------- | -------------------- | ----------------------- | ------- |
| 1 | Komotini     | 8 maart 1992     | EK 1993 kwalificatie | Griekenland − Nederland | 0 − 3   |
| 2 | Valkenswaard | 4 april 1992     | EK 1993 kwalificatie | Nederland − Griekenland | 2 − 0   |
| 3 | Wormerveer   | 19 maart 1994    | EK 1995 kwalificatie | Nederland − Griekenland | 2 − 0   |
| 4 | Xanthi       | 16 april 1994    | EK 1995 kwalificatie | Griekenland − Nederland | 0 − 4   |
| 5 | Rotterdam    | 23 november 2013 | WK 2015 kwalificatie | Nederland − Griekenland | 7 − 0   |
| 6 | Iraklion     | 5 april 2014     | WK 2015 kwalificatie | Griekenland − Nederland | 0 − 6   |

## Samenvatting
| Competitie      | Totaal gespeeld | Winst Griekenland | Gelijk | Winst Nederland | Doelsaldo Griekenland – Nederland |
| --------------- | --------------- | ----------------- | ------ | --------------- | --------------------------------- |
| WK-kwalificatie | 2               | 0                 | 0      | 2               | 0 − 13                            |
| EK-kwalificatie | 4               | 0                 | 0      | 4               | 0 − 11                            |
| Totaal          | 6               | 0                 | 0      | 6               | 0 − 24                            |